# کنعان مالک
کنعان مالک (انگلیسی: Kenan Malik؛ زادهٔ ۲۶ ژانویهٔ ۱۹۶۰) مؤلف، مدرس و مجری رادیو اهل بریتانیا است. وی دربارهٔ فلسفه زیست‌شناسی و نظریه‌های معاصر تعدد فرهنگ‌ها، جمع‌گرایی و نژاد تحقیق و آثاری منتشر کرده‌است.